# 1722 год в музыке

## События
- Курфюрст Баварии пригласил Томазо Альбинони руководить двумя своими операми в Мюнхене.
- Андре Кампра становится музыкальным руководителем (фр. maître de musique) при дворе принца Конти.
- Иоганн Фридрих Фаш назначен капельмейстером при дворе князя Ангальт-Цербстского, где и прослужил до конца своей жизни.
- Иоганн Себастьян Бах создаёт первую из «Нотных тетрадей Анны Магдалены Бах» (нем. Notebooks for Anna Magdalena Bach).

## Классическая музыка
- Томазо Альбинони — Concertos à cinque, Op. 9: 12 Concertos for 1 or 2 oboe and strings.
- Иоганн Себастьян Бах —
  - «Хорошо темперированный клавир» (нем. Das wohltemperierte Klavier, BWV 846), том 1.
- «Английские сюиты».
- Джованни Бонончини — «Камерные дивертисменты» (итал. Divertimenti da camera).
- Франсуа Куперен — «Пьесы для клавесина» (фр. Pièces de clavecin), книга 3.
- Ян Дисмас Зеленка — «Шесть трио-сонат для двух гобоев, фагота и бассо континуо».

## Опера
- Карло Арригони (итал. Carlo Arrigoni) — La vedova.
- Бальдассаре Галуппи — La fede nell’incostanza ossia gli amici rivali.
- Никола Порпора — «Сады Гесперид» (Gli Orti Esperidi).
- Леонардо Винчи — Li zite 'ngalera.

## Родились
- 18 января — Антонио Родригес де Хита (исп. Antonio Rodríguez de Hita), испанский композитор (умер 21 февраля 1787).
- 28 января — Иоганн Эрнст Бах II (нем. Johann Ernst Bach II), немецкий композитор, сын Иоганна Бернхарда Баха (умер 1 сентября 1777).
- 30 июня — Иржи Антонин Бенда, чешский композитор (умер 6 ноября 1795).
- 2 октября — Леопольд Видхальм (нем. Leopold Widhalm), австрийский скрипичный мастер (умер 10 июня 1776).
- 24 октября — Бенедетта Эмилия Молтени (итал. Benedetta Emilia Molteni), итальянская оперная певица, супруга немецкого органиста и музыкального писателя Иоганна Фридриха Агриколы (умерла в 1780).
- 3 декабря — Григорий Саввич Сковорода, русский и украинский странствующий философ, поэт, баснописец, педагог и композитор (умер 9 ноября 1794).

Предположительно — Фрэнсис Хатчесон (англ. Francis Hutcheson), шотландский композитор и поэт (умер в 1773).

## Умерли
- 16 апреля — Иоганн Якоб Бах, немецкий музыкант и композитор, старший брат Иоганна Себастьяна Баха (крещён 11 февраля 1682).
- 5 июня — Иоганн Кунау, немецкий композитор, органист и музыковед (родился 6 апреля 1660).
- 11 июля — Иоганн Йозеф Вильсмайр (нем. Johann Joseph Vilsmayr), австрийский скрипач и композитор (родился в 1663).
- 24 ноября — Иоганн Адам Рейнкен, немецкий органист, известный влиянием на молодых органистов своего времени, в том числе И. С. Баха, а также своим доголетием (родился 27 апреля 1623).

Дата неизвестна — Антонио Тарсиа (итал. Antonio Tarsia), итальянский композитор (родился 28 июля 1643).